# ترکونازول
ترکونازول (انگلیسی: Terconazole) یک داروی ضد قارچی است که برای درمان عفونت قارچی واژن استفاده می‌شود. این دارو به صورت لوسیون یا شیاف می‌آید و بیوسنتز چربی‌ها را در سلول مخمر مختل می‌کند. طیف نسبتاً وسیعی در مقایسه با ترکیبات آزول دارد اما نه ترکیبات تری آزول. آزمایش‌ها نشان می‌دهد که این ترکیب مناسبی برای پیشگیری از مبتلایان به کاندیدیازیس مزمن ولوواژینال است.

## مصارف پزشکی
ترکونازول برای درمان کاندیدیاز ولوواژینال (برفک واژن) تأیید شده‌است. این این دارو به عنوان یک ضد قارچ با طیف گسترده عمل می‌کند و نشان داده‌است که یک درمان خط اول مؤثر در برابر سایر گونه‌های کاندیدا است. همچنین اثربخشی آن در برابر درماتومیکوز در مدل‌های حیوانی را نشان می‌دهد.
یک بررسی نشان داد که نرخ‌های کوتاه‌مدت درمان‌های آزول داخل واژینال در ۸۰ درصد موارد در یک پیگیری کوتاه‌مدت و ۶۶ درصد در پیگیری طولانی‌مدت درمان می‌شوند. در یک مطالعه دوسوکور توسط اسلاوین در سال ۱۹۹۲، ترکونازول ۷۵٪ درمان قارچی را در یک دوره کوتاه مدت (۷–۱۴ روز) و ۱۰۰٪ درمان قارچی را در یک دوره طولانی مدت (۲۸–۳۴ روز) نشان داد. این مطالعه بر روی این دارو به عنوان یک شیاف واژینال ۸۰ میلی‌گرمی تمرکز داشت که سه بار در طول شب توسط ۱۰ زن مصرف شد. در یک مطالعه دوسوکور و کنترل شده دیگر توسط اشمیت و همکاران، اثربخشی غلظت‌های مختلف کرم ترکونازول مورد آزمایش قرار گرفت. کرم برای ۲۴ زن بین ۱۸ تا ۶۰ سال به مدت سه روز استفاده شد. نتایج نشان داد که میزان درمان قارچی ترکونازول ۰٫۸٪ ۸۳٫۳٪ در ۱–۳ روز پس از آغاز درمان، ۸۳٫۳٪ در ۸–۱۱ روز پس از درمان و ۵۸٫۳٪ در طی ۳۰–۳۵ روز پس از درمان بود. شیاف پس از یک پیگیری طولانی مدت نسبت به ترکونازول به عنوان کرم یا سایر درمان‌های داخل واژینال موثرتر است.

## عوارض جانبی
شایع‌ترین عوارض جانبی ترکونازول شامل سردرد، سوزش فرج/واژن، بثورات، خارش، سوزش یا ناراحتی است. سایر عوارض جانبی ممکن است شامل درد یا گرفتگی شکم، دیسمنوره، لرز، تب و واکنش‌های آلرژیک باشد. علائم شبه آنفلوانزا در کسانی که شیاف بیش از ۱۶۰ میلی‌گرم مصرف می‌کنند ثبت شده‌است. اگر در سه‌ماهه اول استفاده شود ممکن است باعث نقص مادرزادی شود.
ترکونازول در شرایط عادی خطرناک تلقی نمی‌شود. به‌طور کلی غیرقابل اشتعال و غیرسرطان‌زا است. به‌طور کلی غیر سمی است، با این حال، می‌تواند بخارات سمی را در هنگام روشن شدن گرد و غبار منتشر کند. می‌تواند به عنوان گرد و غبار باعث ناراحتی تنفسی شود. می‌تواند در سه‌ماهه اول بارداری توسط جنین جذب شود و باعث نقص مادرزادی شود. مهار متقاطع نشان می‌دهد که ممکن است مقداری سمیت وجود داشته باشد.

## مکانیسم عمل
ترکونازول به جزء آهن هِم موجود در آنزیم سیتوکروم P450 لانوسترول قارچ‌ها که با نام CYP3A4 نیز شناخته می‌شود، متصل می‌شود. ژن ERG11 تولید لانوسترول را کنترل می‌کند. لانوسترول در غشای پلاسمایی مخمر یافت می‌شود و یک کلاس متیل استرول است. در یک سلول مخمر معمولی، لانوسترول با استفاده از ۱۴α-دمیلاسیون دمتیل می‌شود. این فرایند زیموسترول را ایجاد می‌کند: یک عنصر اصلی در مسیر بیوسنتز ارگوسترول برای ایجاد اجزای غشای سلولی در مخمر. این ساختار سیالیت غشا را فراهم می‌کند. این با تبدیل لانوسترول به ۴٬۴'-دی متیل کلستا-۸٬۱۴٬۲۴-تری ان-۳-β-اول رخ می‌دهد. این کار با جلوگیری از کاهش NADH به NAD، تنفس را متوقف می‌کند. این امر بیوسنتز محصولات غشای سلولی و همچنین انتقال و کاتابولیسم را متوقف می‌کند. در پایان، سیالیت غشاء و فعالیت آنزیم‌های متصل به غشاء کاهش می‌یابد. همچنین نشان داده شده‌است که از تغییر مورفولوژیک مخمر و همچنین چسبندگی سلولی جلوگیری می‌کند و مستقیماً برای مخمر سمی است. ترکونازول به‌طور خاص قارچ‌ها را هدف قرار می‌دهد زیرا انسان‌ها از لانوسترول در این مسیر استفاده نمی‌کنند. این فرایند روی همه قارچ‌ها مانند Pneumocystis jirovecii که فاقد لانوسترول است، تأثیر نمی‌گذارد.

## متابولیسم
جذب ترکونازول در بیمارانی که هیسترکتومی کرده‌اند ۵–۸ درصد و در سایر بیماران ۱۶–۱۲ درصد است. در آنهایی که ترکونازول ۰٫۸٪ تجویز کردند، غلظت پلاسمایی دارو بسیار کم بود و حداکثر غلظت پلاسمایی ۰٫۰۰۶ میکروگرم در ۶٫۶ ساعت بود. این نرخ‌های متابولیسم نتایج مشابهی را در کاندیدیاز ولوواژینال باردار، کاندیدیاز ولوواژینال غیر باردار و زنان سالم نشان می‌دهد. نیمه عمر ترکونازول در خون حدود ۶٫۹ ساعت در محدوده ۴ تا ۱۱٫۳ ساعت ثبت شده‌است. رادیواکتیویته ترکونازول پلاسما در مقایسه با ترکونازول ۰٫۶ درصد پایین است. دفع رادیواکتیویته از دو راه کلیوی (۵۳–۳۲ درصد) و مدفوعی (۵۲–۴۷ درصد) است. متابولیسم گسترده‌است و به شدت به پروتئین متصل است (۹۴٫۹٪) و درجه اتصال مستقل از غلظت دارو است.